# Plymouth Rock (kip)

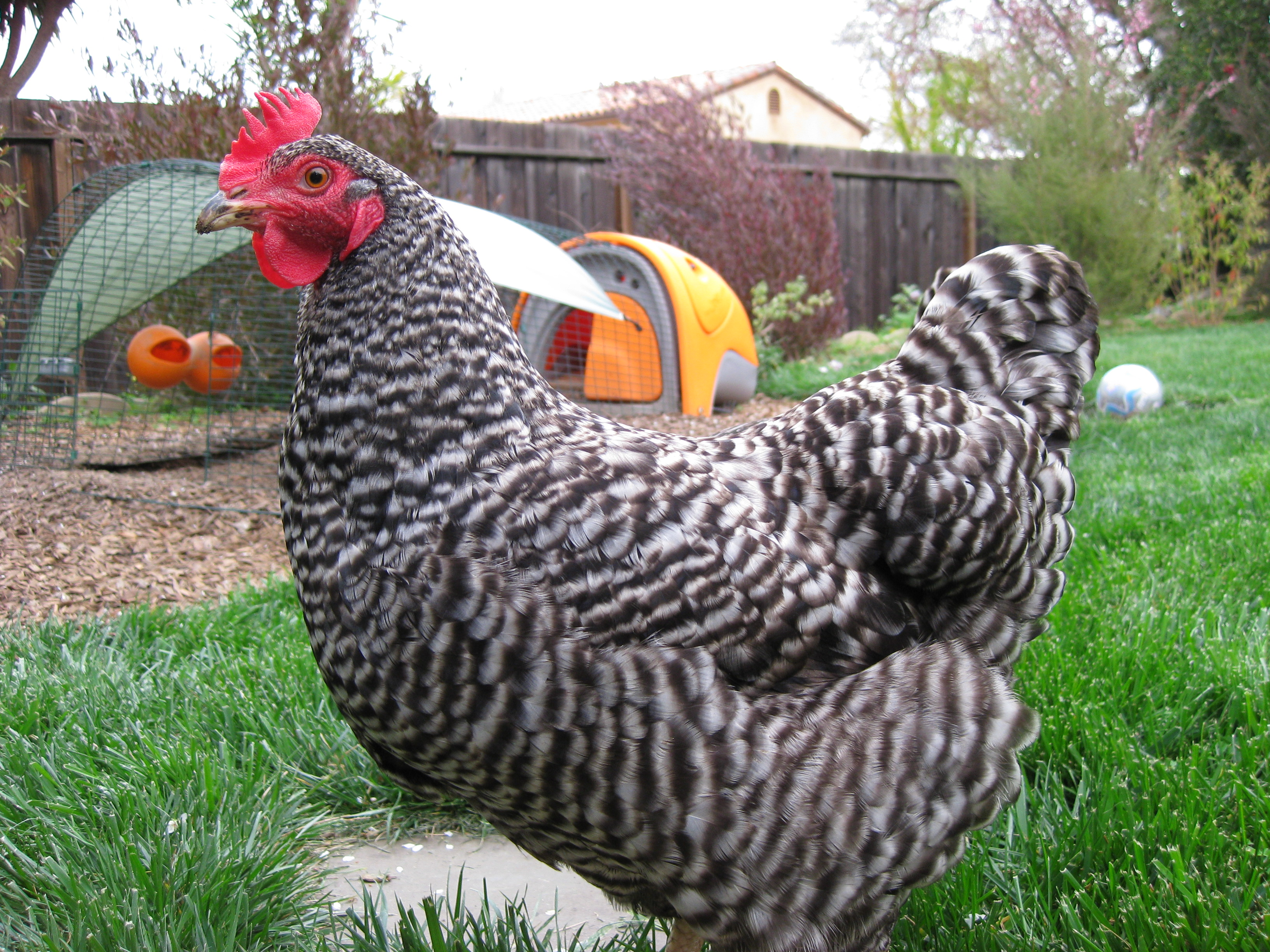

De Plymouth Rock is een van oorsprong Amerikaans kippenras. Het is oorspronkelijk een legras. De kip is rustig, vriendelijk en vindt oppakken prima. Het zijn ook zeer goede leggers. Het zijn forse kippen. Er zijn in de loop der jaren veel kleurslagen ontwikkeld zoals: buff, zwart, koekoek (gestreept) etc.
Ancona · Araucana · Ardenner · Assendelfter · Australorp · Barnevelder · Brabants hoen · Brakel · Drents hoen · Fries hoen · Groninger meeuw · Hollands hoen · Lakenvelder · Leghorn · Marans · New Hampshire · Oost-Friese meeuw · Orpington · Plymouth Rock · Rhode Island · Rijnlander · Twents hoen · Welsumer · Wyandotte